# Motorlet Praag

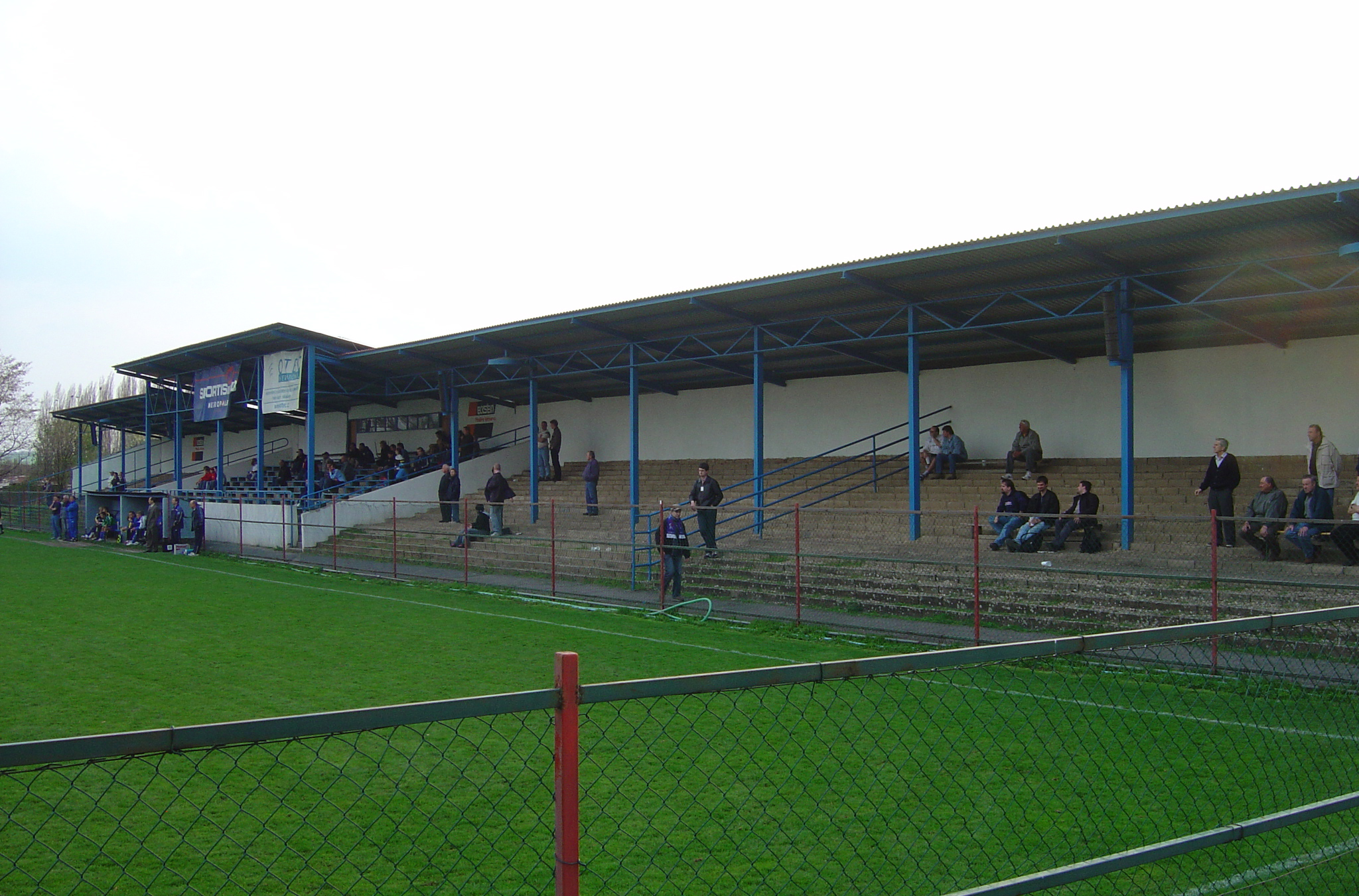
Stadion van Motorlet

Motorlet Praag is een Tsjechische voetbalclub uit Jinonice, een stadsdeel van de hoofdstad Praag.

## Geschiedenis
De club werd op 14 september 1912 opgericht. In 1930 nam de club de naam SK Praag XVII aan. Voor de Tweede Wereldoorlog speelde de club in de lagere reeksen. In 1949 vertrokken veel spelers waardoor de club fusioneerde met ZSJ Praag Jinonice.
In 1953 kwam er een grote reorganisatie van de sport in Tsjechoslowakije en alle verenigingen kregen een nieuwe naam. Sokol Šverma Jinonice werd nu Spartak Praag Motorlet. In 1955 speelde de club om de promotie tegen Spartak Ústí nad Labem. Toen Motorlet 5-1 voorstond bestormden enkele fans het veld, waardoor de wedstrijd stopgezet werd. Op de groene tafel werd beslist om Motorlet de zege toe te kennen waardoor de club voor het eerst naar de tweede klasse promoveerde.
De volgende jaren eindigde de club meestal in de middenmoot. In 1963 maakte de club kans op promotie en speelde de beslissende wedstrijd voor 12.000 toeschouwers tegen Dynamo Praag en won met 3-1 en bereikte zo voor het eerst de hoogste klasse.
Die klasse was echter te hoog gegrepen voor de club. Motorlet won één wedstrijd en speelde vijf keer gelijk, het doelsaldo was 13:67. De club werd laatste en degradeerde. De club ging in vrije val en degradeerde het volgende seizoen opnieuw nadat de competitie van drie naar twee reeksen gebracht werd.
Motorlet kon nog één keer terugkeren naar de tweede klasse, in 1983/84 en werd voorlaatste. In 1994 nam zakenman Georgis Patenidis de club over en noemde de club zelfs Patenidis Motorlet Praag. Hij wilde de club weer opmonteren, maar na zes jaar zag hij in dat dit mislukte en trok hij zich terug.
In 2003 degradeerde de club naar de vijfde klasse, maar kon na één seizoen terugkeren.

## Naamsveranderingen
- 1912 Sportovní kroužek Butovice
- 1913 Sportovní klub Butovice
- 1930 SK Praha XVII
- 1948 Sokol Jinonice
- 1949 Sokol Šverma Jinonice
- 1953 DSO Spartak Praag Motorlet
- 1969 TJ Motorlet Praag
- 199? SSK Motorlet Praag
- 1994 FC Patenidis Motorlet Praag
- 2000 SK Motorlet Praag